# دايفيد راسموسن
دايفيد راسموسن (بالدنماركية: David Rasmussen)‏ (1 ديسمبر 1976 كوبنهاغن الدنمارك - ) هو لاعب كرة قدم دانمركي يلعب كلاعب وسط.

## روابط خارجية
- دايفيد راسموسن على موقع قاعدة بيانات كرة القدم.إي يو (الإنجليزية)
- دايفيد راسموسن على موقع عالم كرة القدم.نت (الإنجليزية)